# Olaf Metzel
Olaf Metzel (Berlijn, 14 februari 1952) is een Duitse beeldhouwer en installatiekunstenaar.

## Leven en werk
Metzel studeerde van 1971 tot 1977 in Berlijn beeldhouwkunst aan de Hochschule der Künste Berlin en de Freie Universität Berlin.
In 1984 nam hij deel aan de groepstentoonstelling Von hier aus – Zwei Monate neue deutsche Kunst in Düsseldorf. In 1987 werd hij uitgenodigd voor documenta 8 in Kassel en Skulptur.Projekte in Münster. Ook bezocht hij dat jaar Villa Massimo in Rome met een beurs van de Deutsche Akademie Rom Villa Massimo. In 1994 kreeg hij de Arnold-Bode-Preis in Kassel en in 1996 de Kunstpreis der Stadt Darmstadt. In 1997 werd hij wederom uitgenodigd voor Skulptur.Projekte.
Sinds 1990 is Metzel hoogleraar beeldhouwkunst aan de Akademie der Bildenden Künste München. Van 1995 tot 1999 was hij er ook rector. De kunstenaar leeft en werkt in München.

## Werken (selectie)
- 1984 Stammheim 1984 in Stuttgart
- 1994 Freitreppe, Goethe-Institut in München
- 1993/97 Meistdeutigkeit, voor de Plenarsal van het Bundeshaus in Bonn
- 1997 Reflexionswand, Münster (1999 definitief geplaatst)
- 2002 Starting Point, Kanaal Noord in Apeldoorn
- 2002 Reise nach Jerusalem, Burger Collection in Hongkong
- 2003 Doppelrolle, Institut für Mikrosystemtechnik in Freiburg im Breisgau
- 2005 Cashflow, Deutsche Bank Collection in Frankfurt am Main
- 2009 Sprachgitter, Synagoge in Stommeln

In 2010 vond ter gelegenheid van de culturele manifestatie Ruhr.2010 - Kulturhauptstadt Europas een omvangrijke expositie plaats van werken van Olaf Metzel. Twee musea werkten samen, het Museum Küppersmühle für Moderne Kunst en het Wilhelm Lehmbruck Museum, Zentrum für Internationale Skulptur, beide in Duisburg, die elf sculpturen en installaties respectievelijk drie installaties toonden. Een van de tentoongestelde werken in Museum Küppersmühle was Schicht im Schacht (Turm für Duisburg).

## Fotogalerij

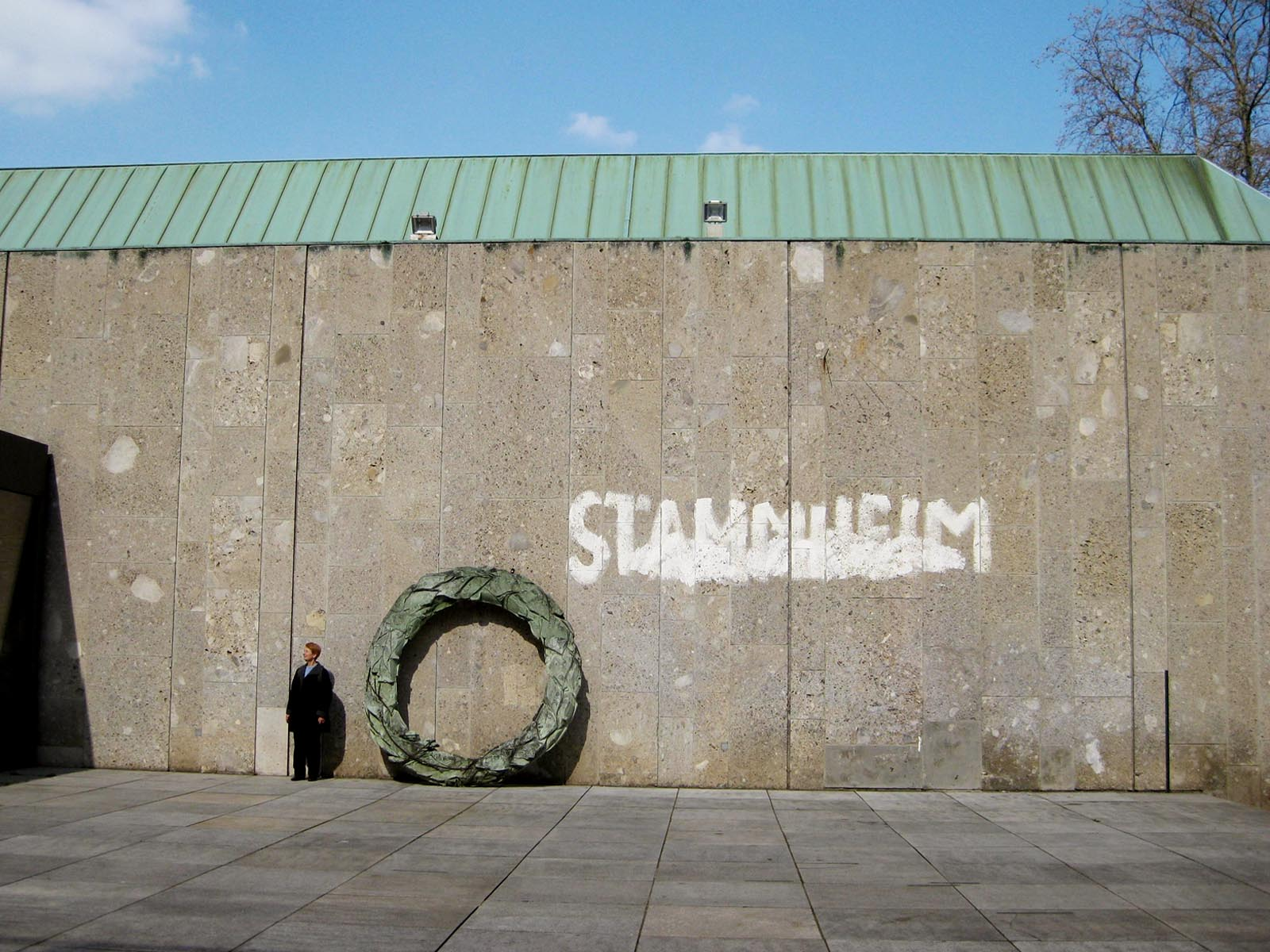
Stammheim 1984
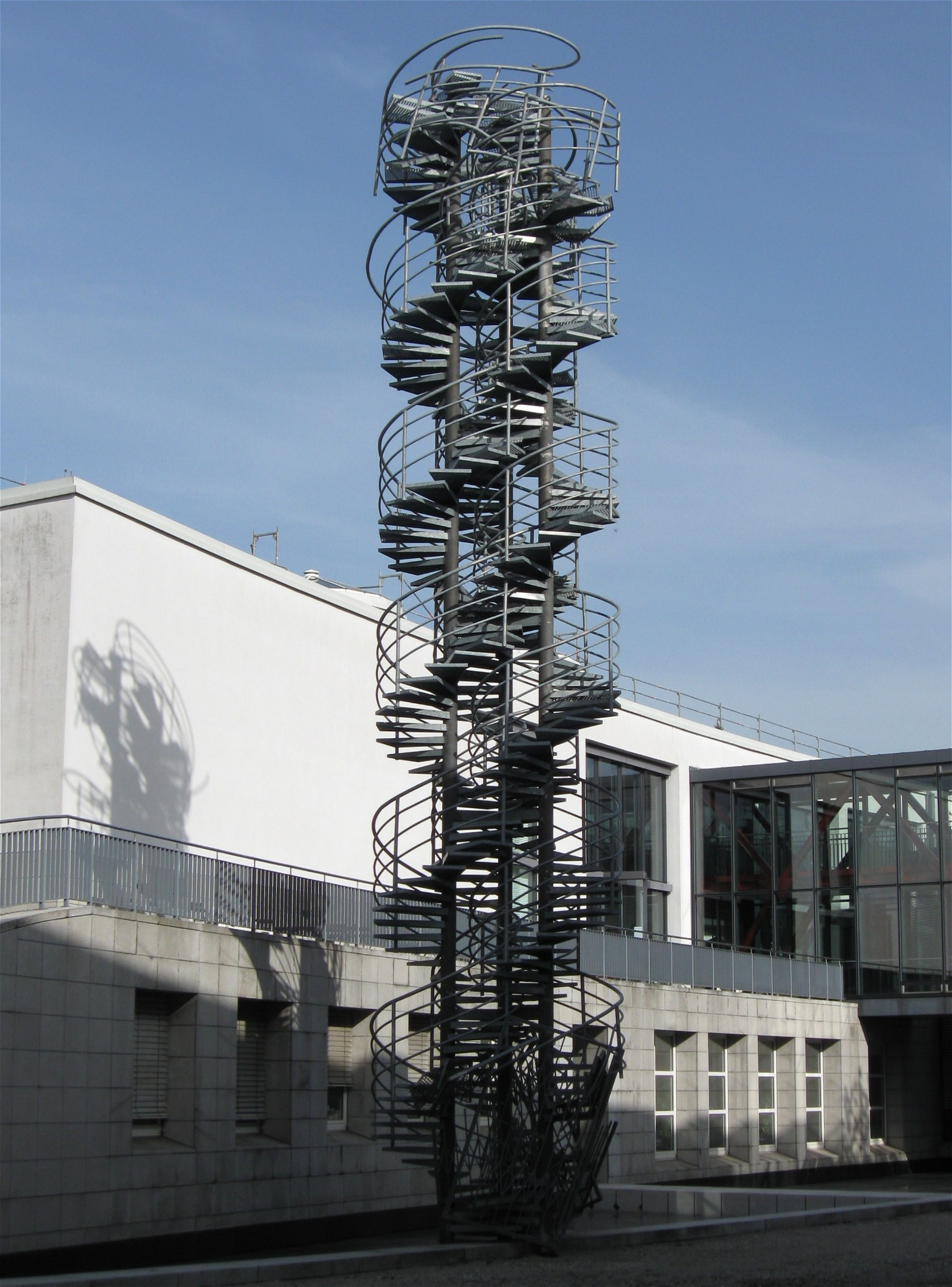
Freitreppe (1994)
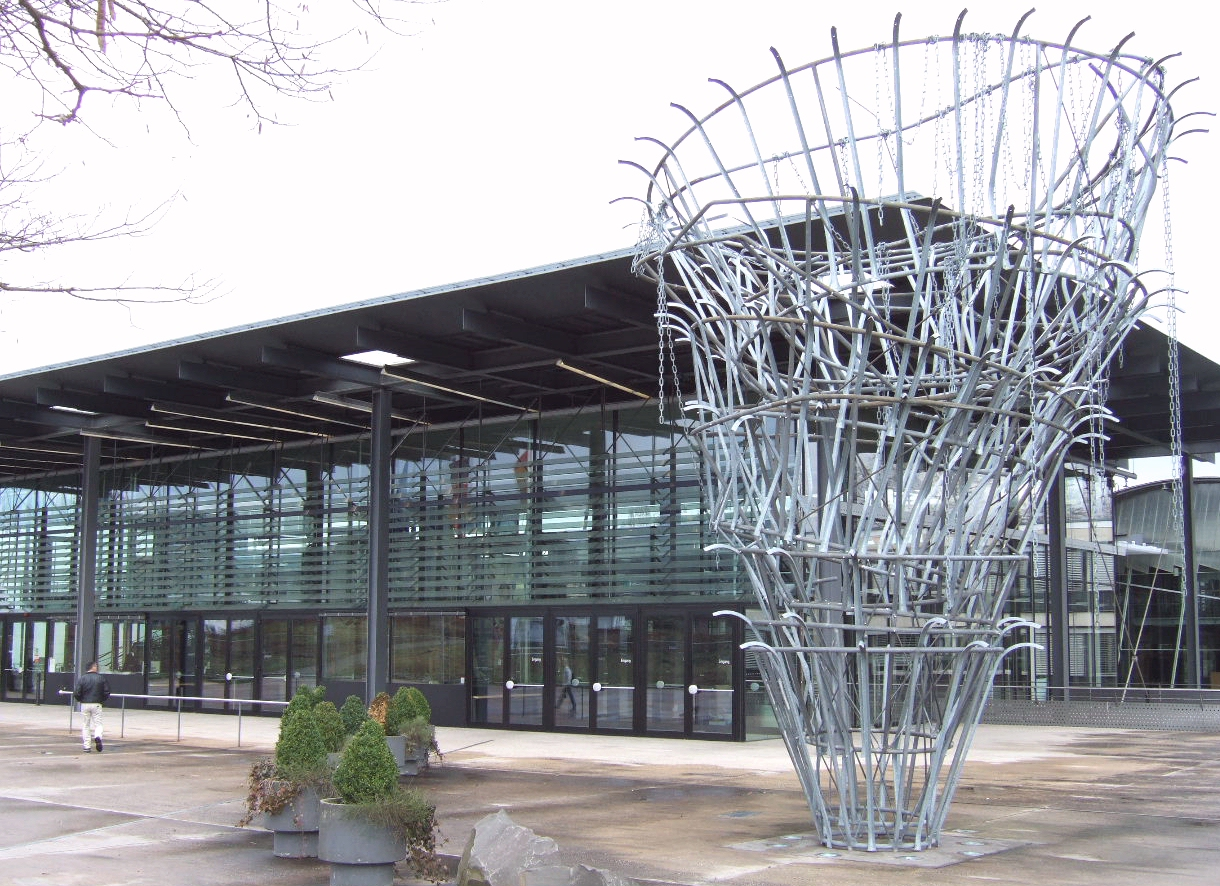
Meistdeutigkeit (1993/97)
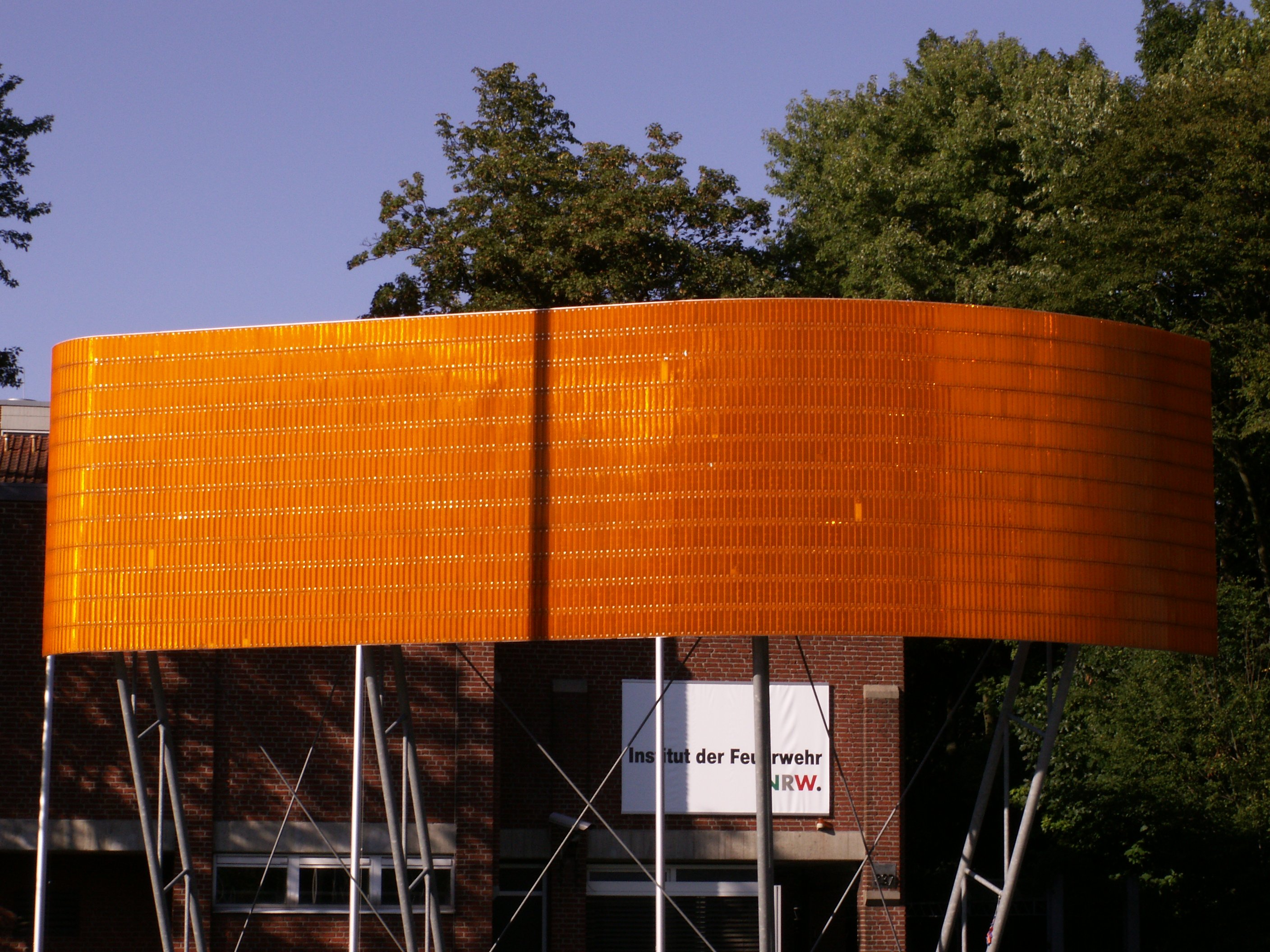
Reflexionswand
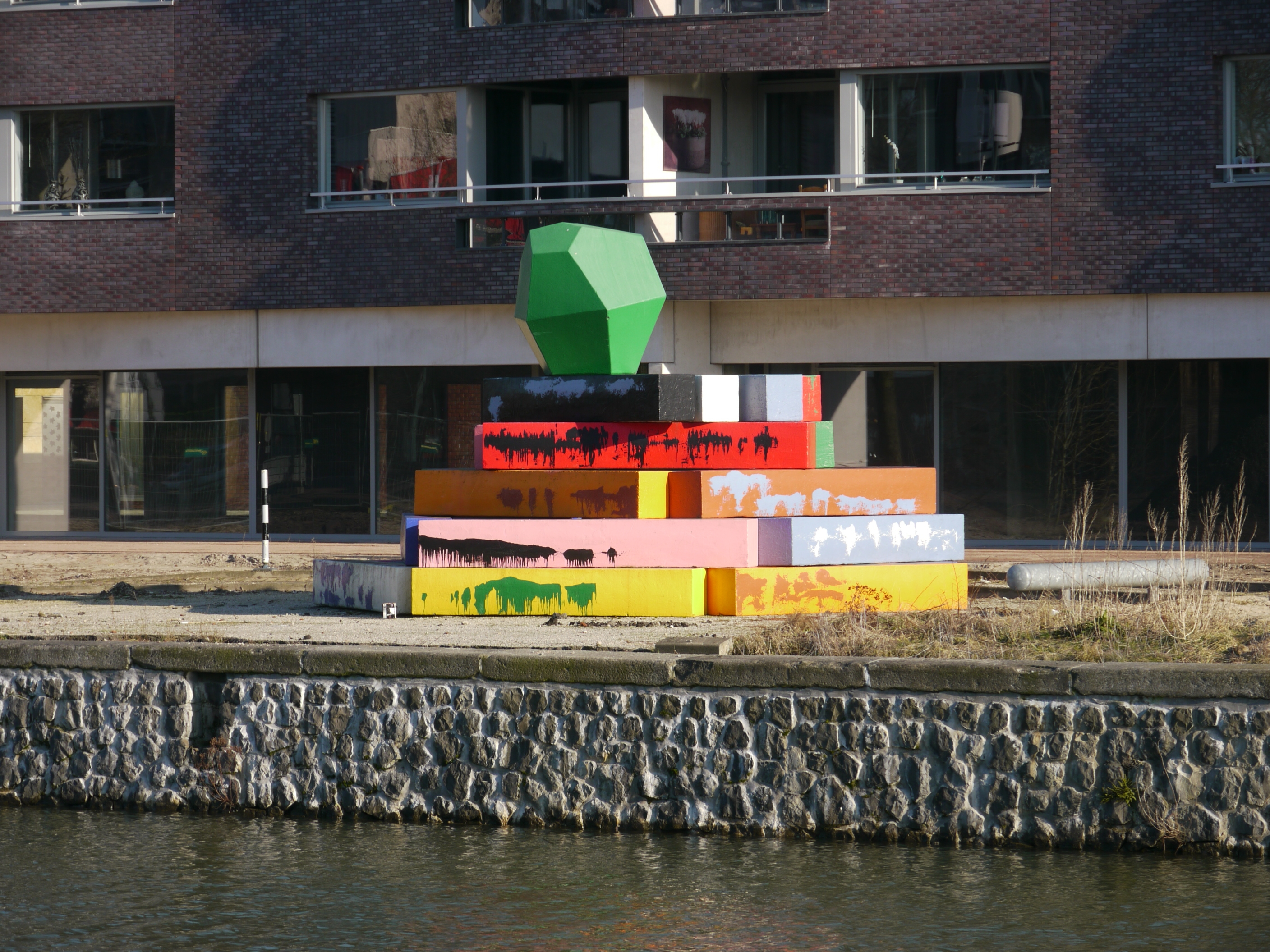
Starting Point (2002)
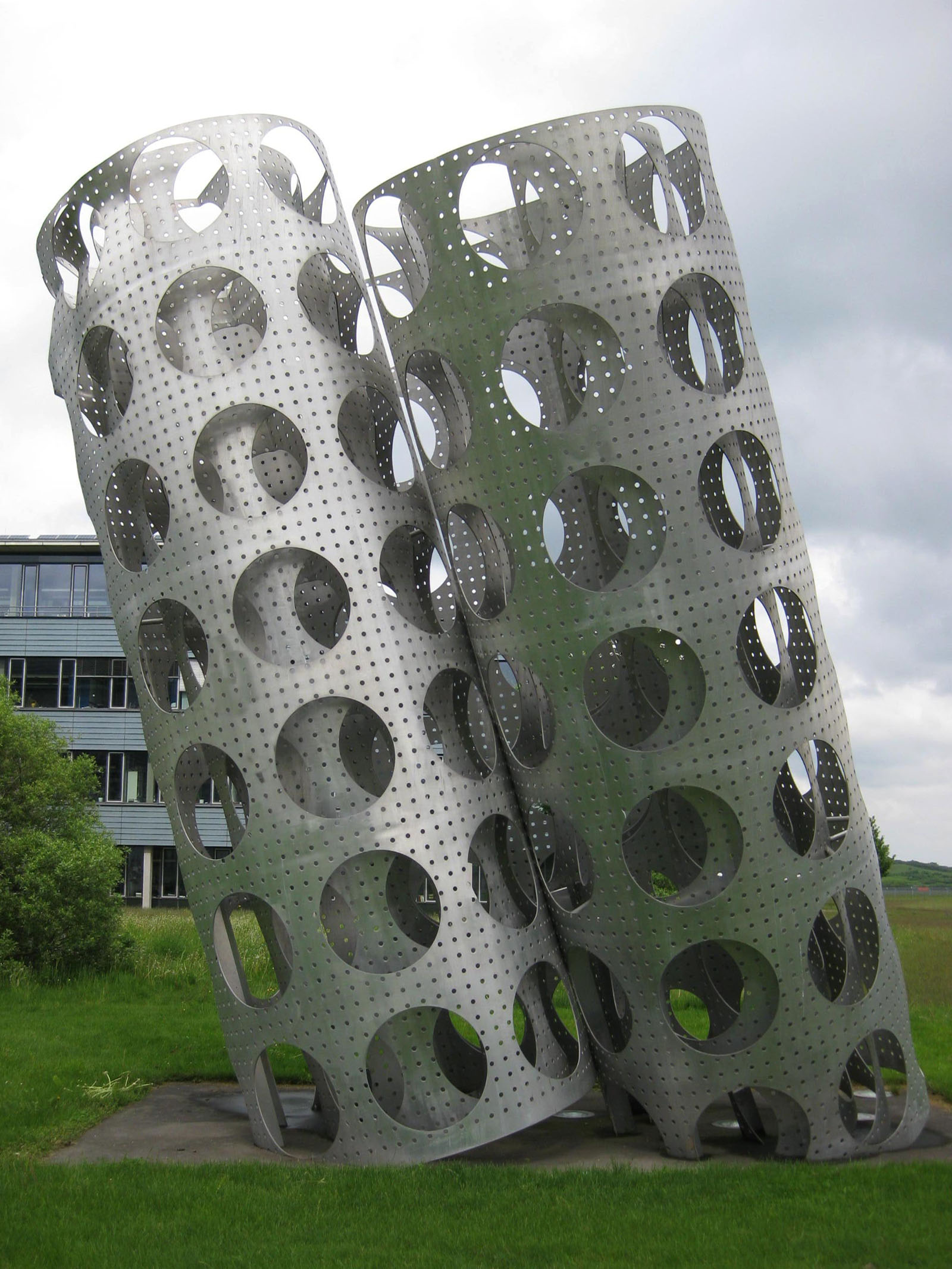
Doppelrolle (2003)
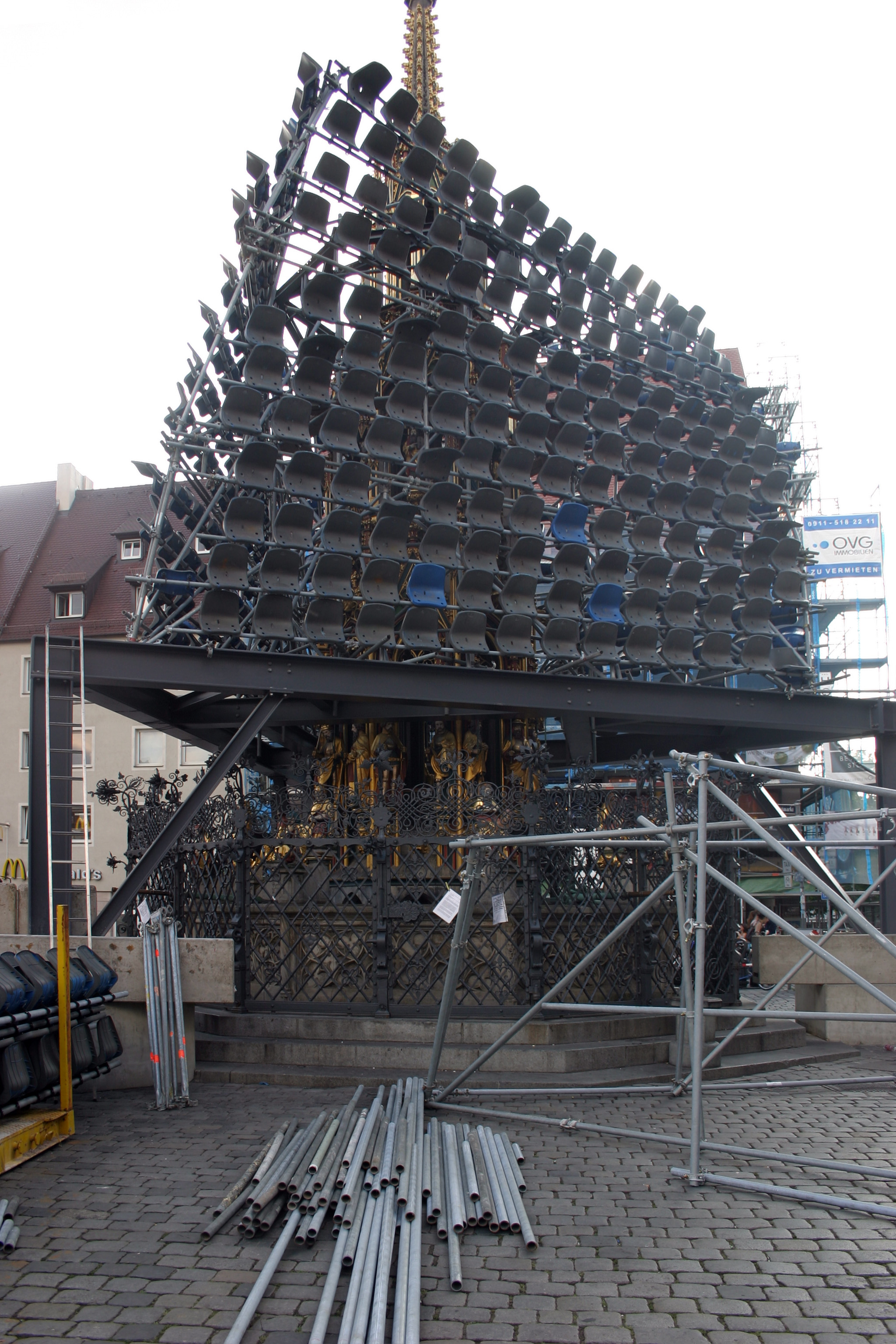
Auf Wiedersehen (2006), op de Schönen Brunnen (prachtige fontein) in Neurenberg
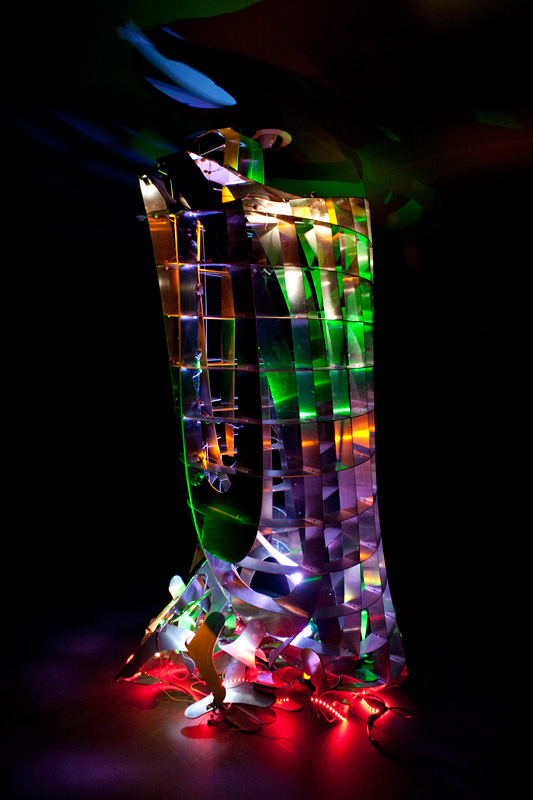
Schicht im Schacht (2010)